# 선운정사 석조약사여래불좌상
선운정사 석조약사여래좌상은 대한민국 제주특별자치도 제주시 애월읍 선운정사에 있는 조선시대의 불상이다. 2011년 9월 26일 제주특별자치도의 문화재자료 제11호로 지정되었다가, 2018년 7월 11일 제10호로 지정번호가 정정되었다.

## 개요
선운정사 석조약사여래좌상은 조선시대 이래 유행한 약기인의 약사불상의 도상을 정확하게 보여주고 있으며, 통일신라시대부터 조선시대까지 시대의 복합상을 갖춘 불상이라는 점에서 자료적 가치가 인정된다.

## 참고 문헌
- 선운정사 석조약사여래좌상 - 국가유산청 국가유산포털